# 가부좌

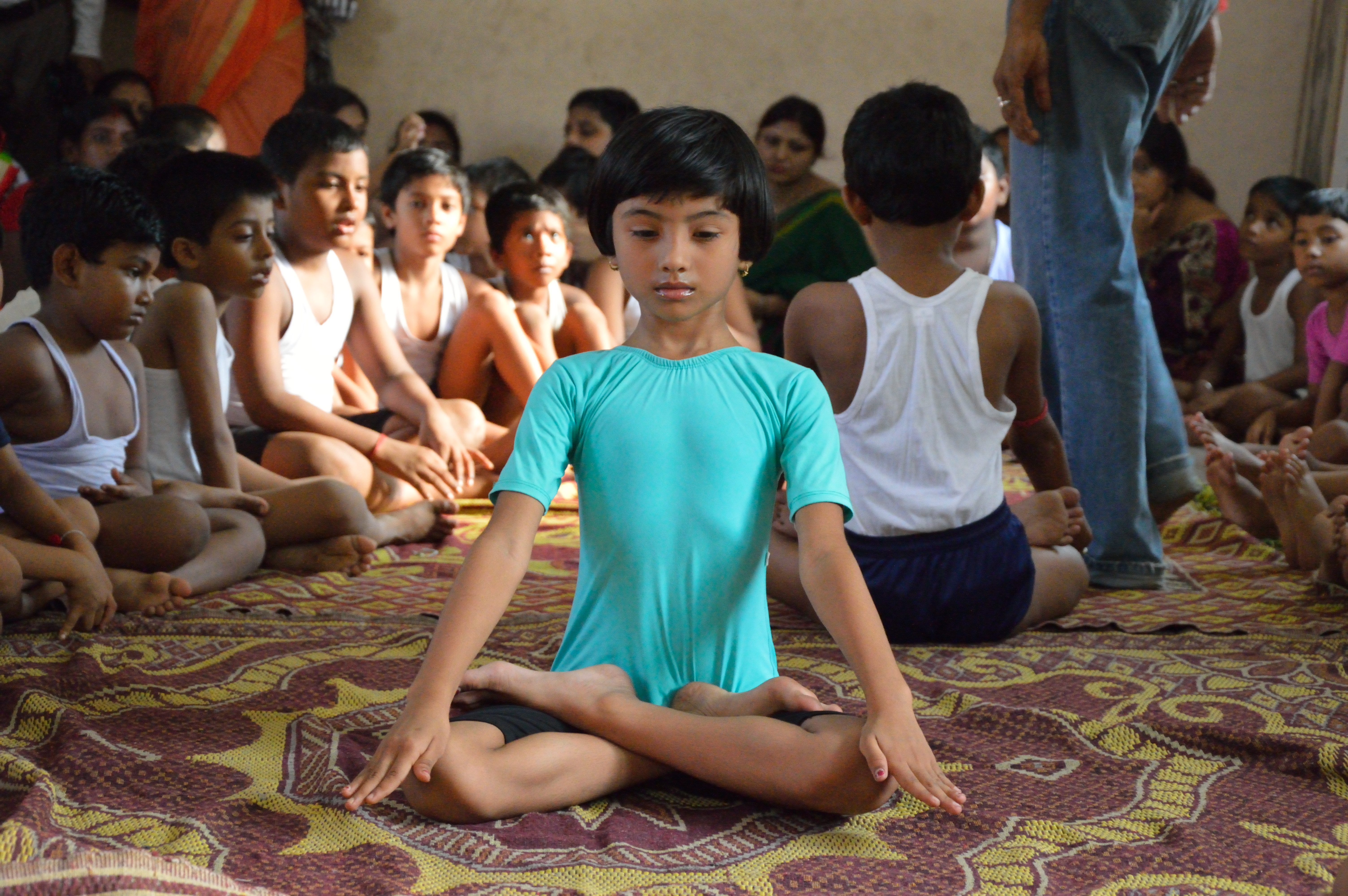
연꽃 자세 시연

가부좌(跏趺坐) 또는 연꽃 자세(산스크리트어: पद्मासन 파드마사나)는 고대 인도의 다리를 꼬고 앉는 명상 자세로, 각 발이 반대쪽 허벅지에 놓이는 자세이다. 하타 요가보다 앞선 요가의 고대 아사나이며, 힌두교, 탄트라, 자이나교, 불교 전통에서 명상을 위해 널리 사용된다.
변형 자세로는 쉬운 자세(수카사나), 반 연꽃 자세, 묶인 연꽃 자세, 영적 결합 자세 등이 있다. 요가 머리서기를 포함한 여러 다른 아사나의 고급 변형 자세에서는 다리를 연꽃 자세 또는 반 연꽃 자세로 유지한다. 이 자세는 바닥에 앉는 데 익숙하지 않은 사람들에게는 불편할 수 있으며, 억지로 다리를 자세에 맞추려고 하면 무릎에 부상을 입을 수 있다.
힌두교의 명상하는 금욕적인 신인 시바, 불교의 창시자인 고타마 붓다, 자이나교의 티르탕카라들은 특히 조각상에서 연꽃 자세로 묘사되었다. 이 자세는 참선과 요가의 상징이며, 건강한 삶과 웰빙의 상징으로 서양 문화에 자리 잡았다.

## 어원 및 역사

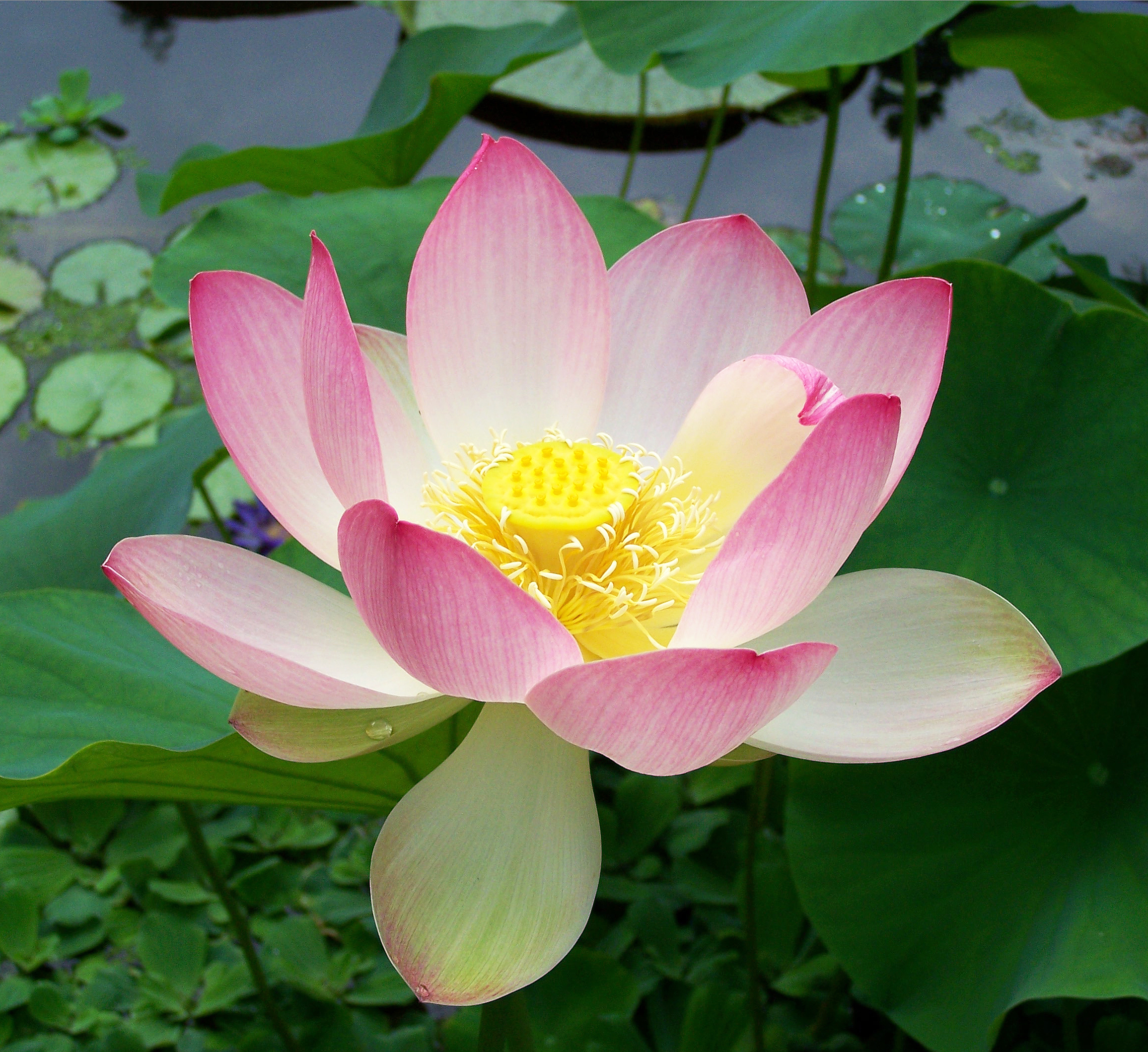
연꽃의 꽃은 진흙 속에서 자라며, 이로써 구경각을 상징한다.

파드마사나라는 이름은 산스크리트어 पद्म Padma, "연꽃"과 आसन Āsana, "자세" 또는 "좌석"에서 유래했다. 아시아 문화권에서 연꽃은 연못 바닥의 진흙에 뿌리를 내리고 있지만 물 위로 솟아올라 꽃을 피우므로 완전과 구경각으로의 성장을 상징하는 데 사용된다. 중국 불교와 티베트 불교에서는 이 자세를 "바즈라 자세"(산스크리트어 vajrāsana, 중국어 金剛座 jīngāngzuò)라고도 부른다.
이 자세는 고대부터 있었으며, 8세기 서적인 파탄잘리요가샤스트라비바라나(Patanjalayogashastravivarana)에서 다른 아사나(좌법)와 함께 묘사되어 있다. 기원후 380년부터 415년경에 통치했던 찬드라굽타 2세의 디나르 주화에는 가부좌로 연꽃 위에 앉은 인물이 그려져 있다. 자세(아사나)를 논의한 최초의 탄트라 문헌인 6세기-10세기 니스바사타트바삼히타 나야수트라(Nisvasattvasamhita Nayasutra, 4.11-17, 4.104-106)는 명상가와 "만트라 사용자"에게 가부좌 또는 유사한 자세로 앉도록 지시한다. 15세기 하타 요가 프라디피카는 이 자세가 모든 질병을 파괴하며, 이 자세를 취하고 나디 통로를 통해 들여마신 공기를 유지하는 요기는 해탈을 얻는다고 기술한다.
수카사나는 산스크리트어 सुख sukha에서 유래했으며, "기쁨" 또는 "쉬움"을 의미한다. 19세기 슈리타트바니디는 이 자세를 묘사하고 그림으로 보여준다. 이 이름과 다양한 앉은 자세를 나타낼 수 있는 더 일반적인 이름인 요가사나("요가 자세")는 4세기 다르샤나 우파니샤드와 같은 훨씬 오래된 문헌에서 명상 자세로 발견된다.

## 자세
바닥에 양반다리로 앉은 상태(수카사나)에서 한 발을 반대쪽 허벅지 위에 올려놓고 발바닥이 위를 향하게 하고 발뒤꿈치는 배 가까이 둔다. 그런 다음 다른 발도 가능한 한 대칭적으로 반대쪽 허벅지 위에 올려놓는다. 이 자세는 "매우 열린 엉덩이"를 필요로 한다. 쿠션이나 담요와 같은 지지대를 사용하여 변형할 수 있다. 앞 가장자리에 앉으면 골반이 앞으로 기울어진다.

## 변형
수카사나(산스크리트어: सुखासन) 또는 쉬운 자세는 다리를 단순히 몸 앞에 교차시킨다.
반 연꽃 자세(अर्ध पद्मासन, 아르다 파드마사나)에서는 한쪽 다리를 구부려 땅에 대고, 다른 쪽 다리는 구부려 발을 연꽃 자세로 만든다. 이는 완전한 연꽃 자세보다 더 쉬운 명상 자세이다.
묶인 연꽃 자세(बद्ध पद्मासन, 밧다 파드마사나)에서는 수행자가 완전한 연꽃 자세로 앉아 각 손을 등 뒤로 뻗어 반대쪽 발을 잡는다.
영적 결합 자세(योगमुद्रासन, 요가무드라사나)에서는 수행자가 완전한 연꽃 자세로 몸을 앞으로 구부려 이마를 가능한 한 바닥에 가깝게 가져간다. 이 자세는 아사나이자 무드라이다. 더 쉬운 변형은 아르다 파드마사나에서 시작한다.
시르사아사나(요가 머리서기), 사르방가사나(어깨서기), 심하사나(사자 자세), 마츠야사나(물고기 자세), 고락샤사나(소치기 자세)와 같은 몇몇 다른 아사나의 변형 자세는 다리를 연꽃 자세로 취한다. 바타야나사나(말 자세)와 아르다 마첸드라사나(반 물고기 자세)의 고급 형태와 같은 아사나는 한쪽 다리를 반 연꽃 자세로 취한다.

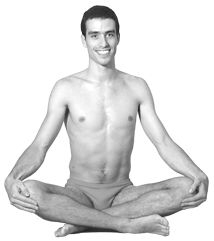
수카사나, 쉬운 자세
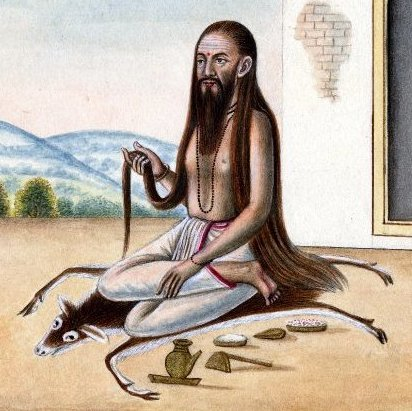
현자 바라드바자가 반 연꽃 자세로 명상한다. 19세기
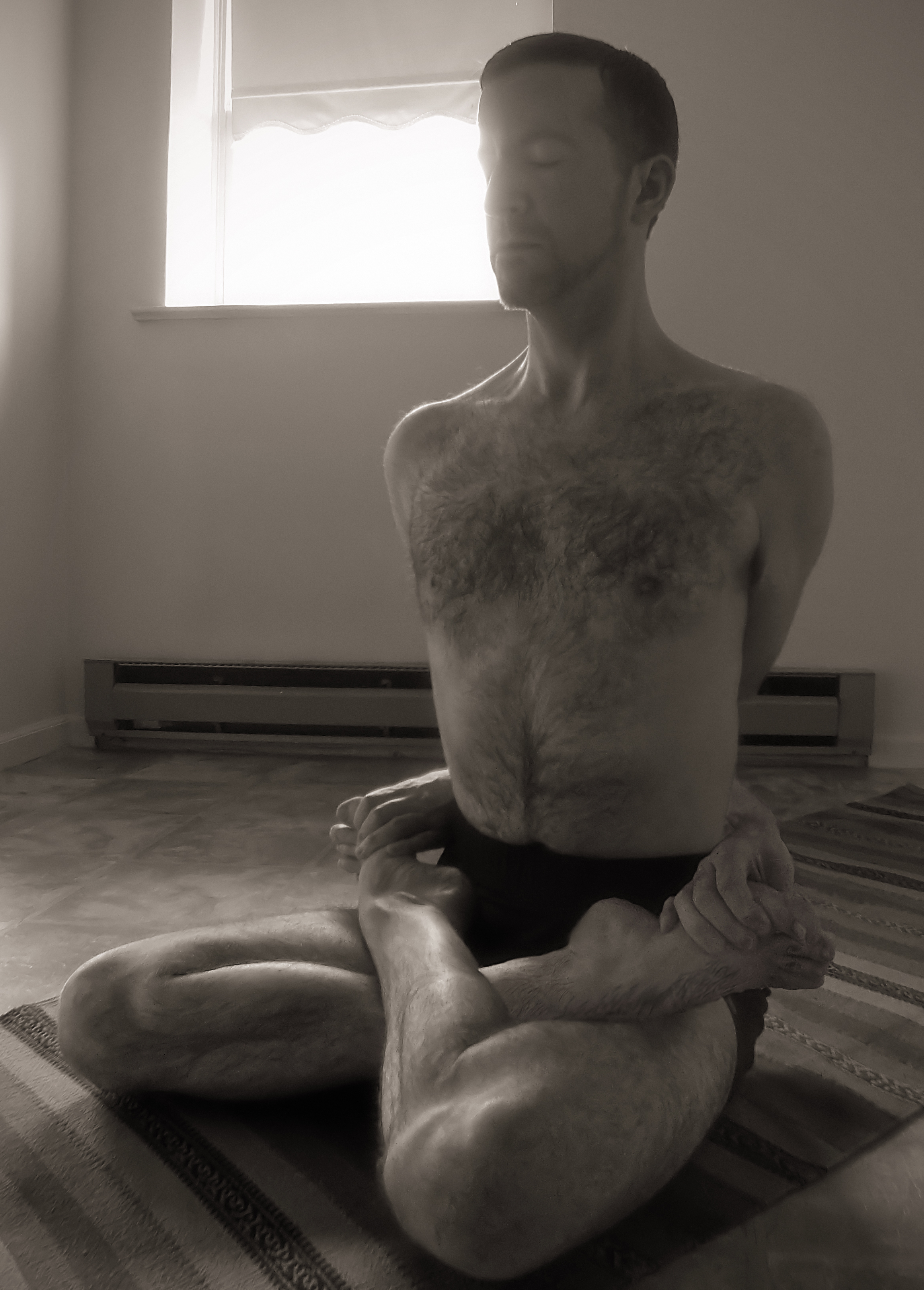
밧다 파드마사나
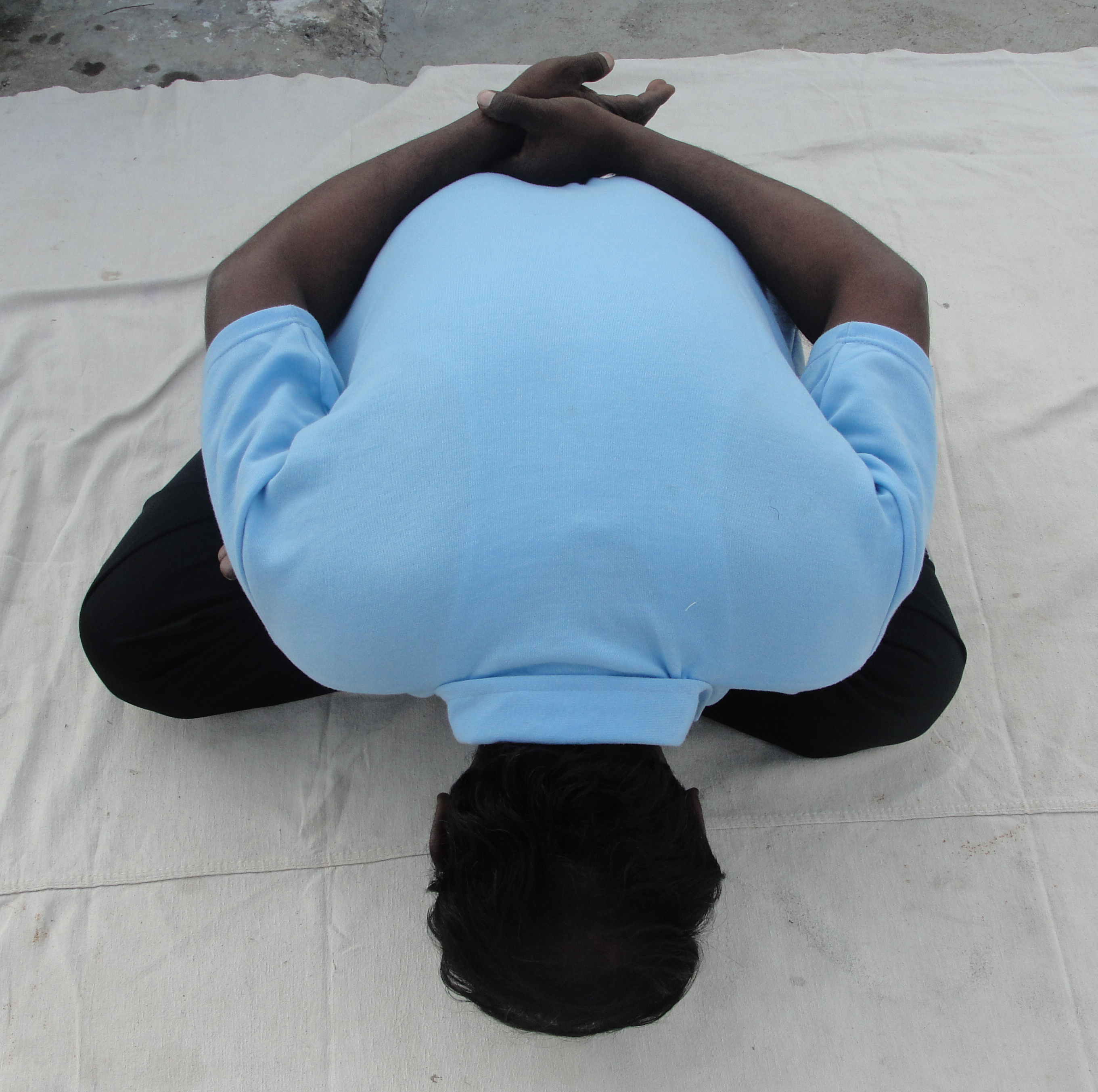
요가무드라사나
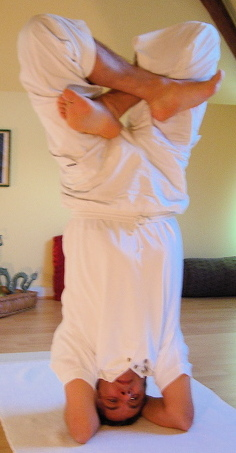
파드마 시르사아사나, 연꽃 머리서기

## 효과
가부좌는 요가 자세 중 가장 흔하게 부상을 유발하는 자세 중 하나이다. 다리를 가부좌로 억지로 넣으려고 하면 무릎 부상을 입힐 수 있으며, 내측 반월상 연골을 압박하여 손상시키고 이는 통증을 유발하며 치유에 오랜 시간이 걸린다. 완전한 가부좌를 취하려면 고관절이 약 115도 바깥쪽으로 회전해야 한다. 이 정도의 고관절 회전을 달성할 수 없는 학생들은 무릎 관절을 옆으로 구부려 보상하려고 할 수 있으며, 이는 부상 위험을 증가시킨다. 무릎을 구부리는 대신 허벅지를 바깥쪽으로 회전하도록 유도할 수 있다(손 압력 또는 스트랩 사용).
요가 구루인 B. K. S. 아이엥가는 바닥에 앉는 데 익숙하지 않은 사람들은 처음에는 무릎에 "극심한" 통증을 느낄 것이지만, 연습하면 이 통증이 가라앉고 자세가 편안해지며, 휴식과 각성을 동시에 주어 프라나야마에 이상적이라고 언급했다.
20세기 일부 요가 학파의 지지자들(예: 아이엥가)은 어떤 증거도 제시하지 않고 특정 장기에 대한 요가의 효과를 주장했다.
아이엥가는 파드마사나가 배와 요추 부위의 혈액 순환을 촉진하고 척추와 복부 장기를 강화한다고 주장했다.

## 예술과 문화에서

### 아시아 예술
불교에서 창시자 고타마 붓다의 조각상은 때때로 가부좌로 연꽃 위에 앉아 있는 모습으로 묘사된다.
힌두교에서는 조각상에서 신들, 특히 시바가 가부좌로 명상하는 모습이 자주 묘사된다. 발리에서는 파드마사나가 자세의 이름을 딴 힌두교 사당의 한 종류이기도 하다.
자이나교에서는 앉아 있는 티르탕카라들이 가부좌로 표현된다.

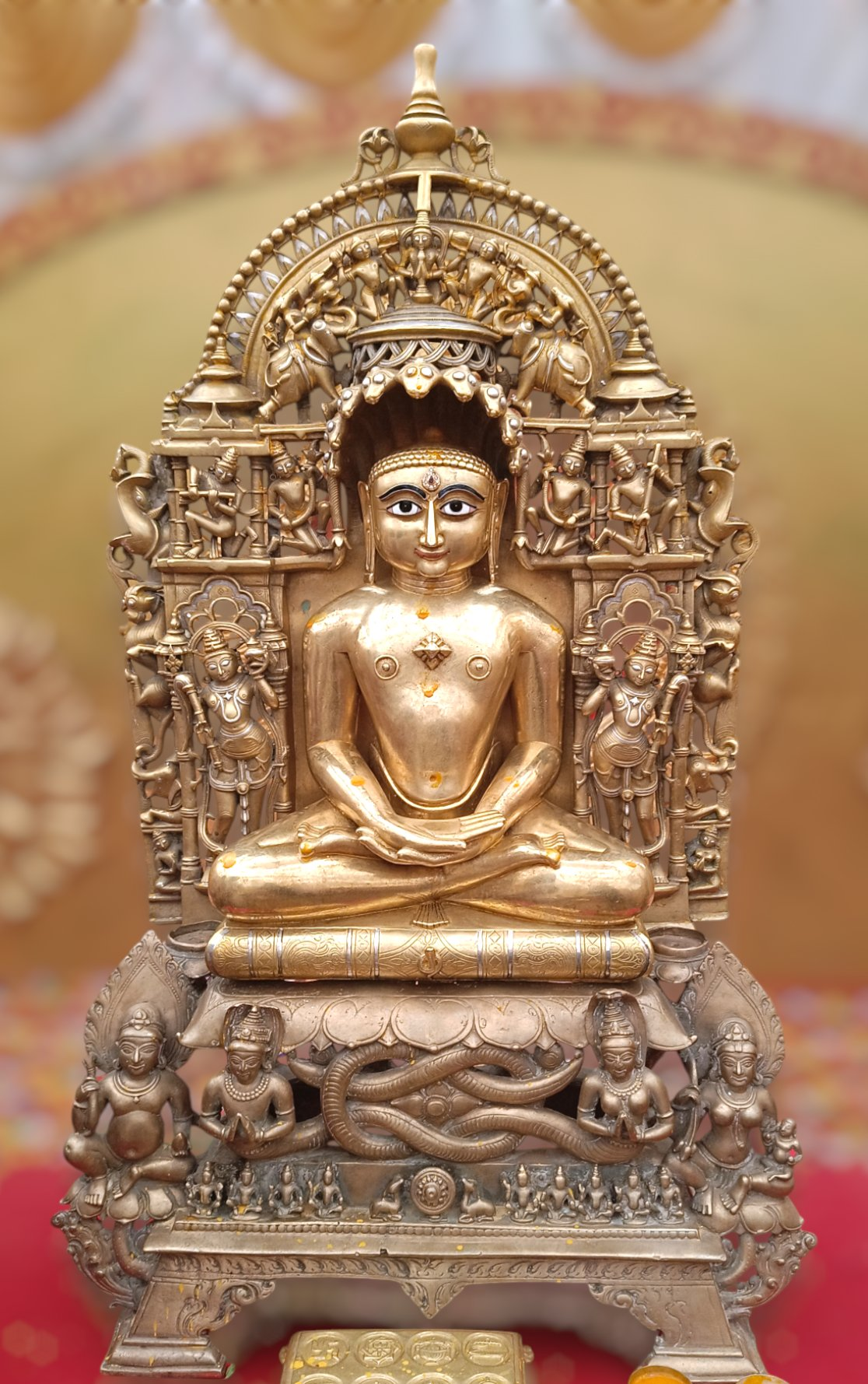
10세기 파탄, 구자라트의 가부좌를 한 파르슈바나타 우상
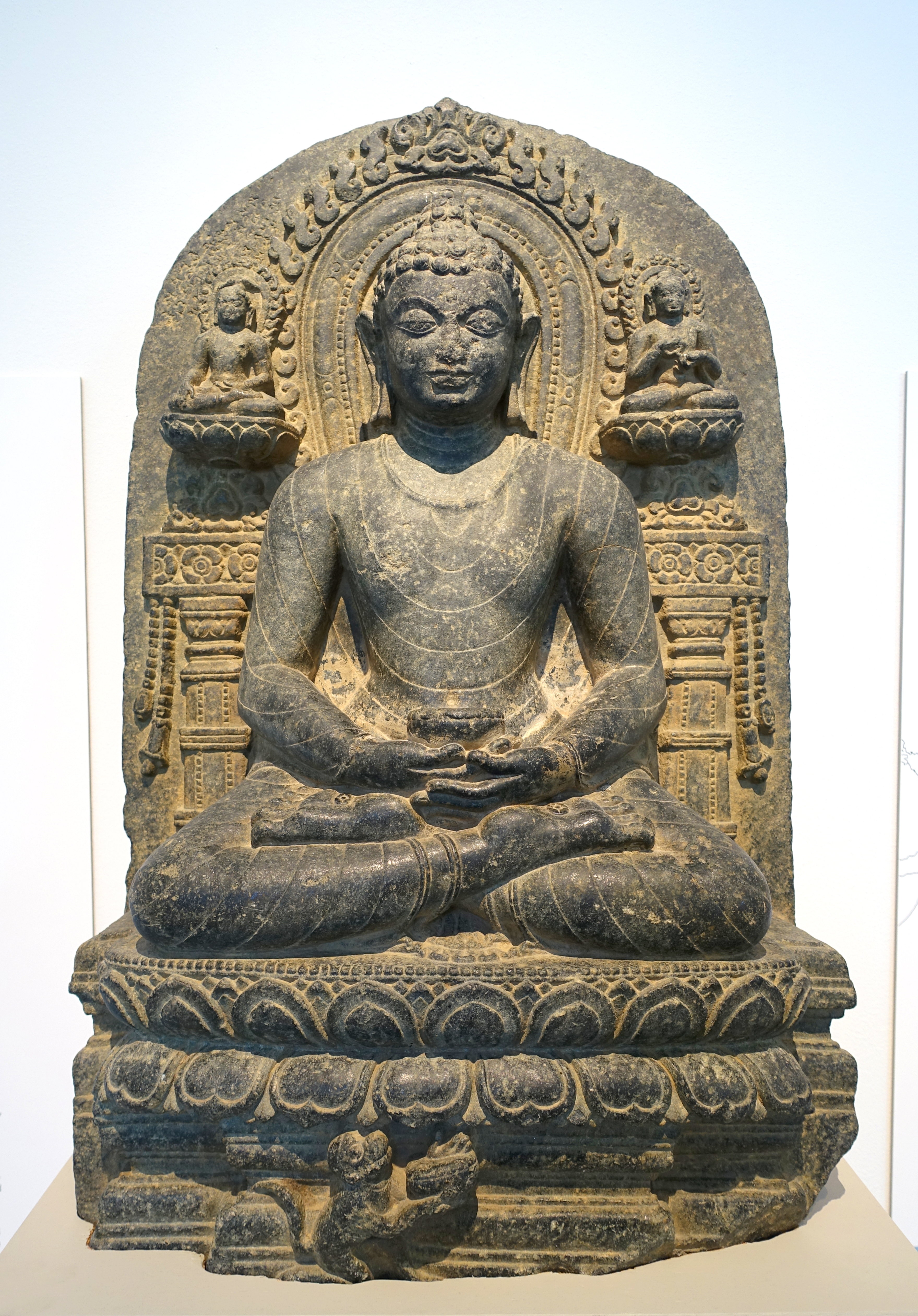
고타마 붓다
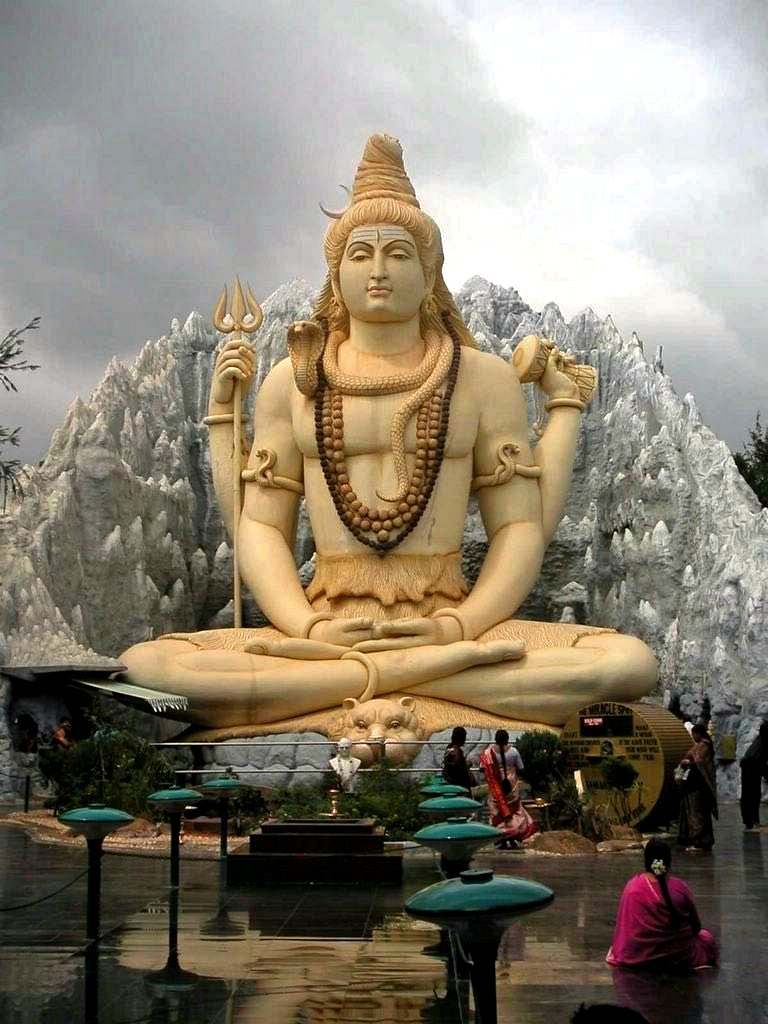
시바
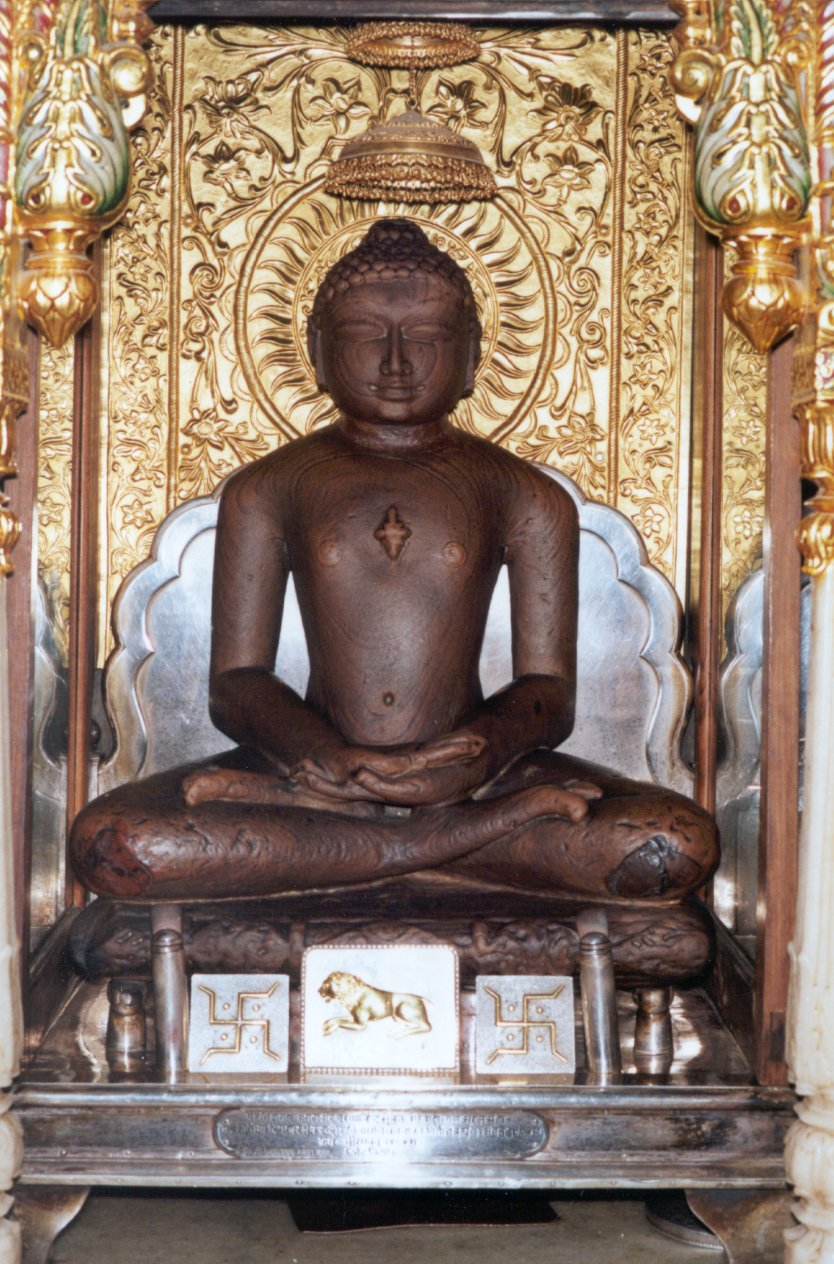
마하비라
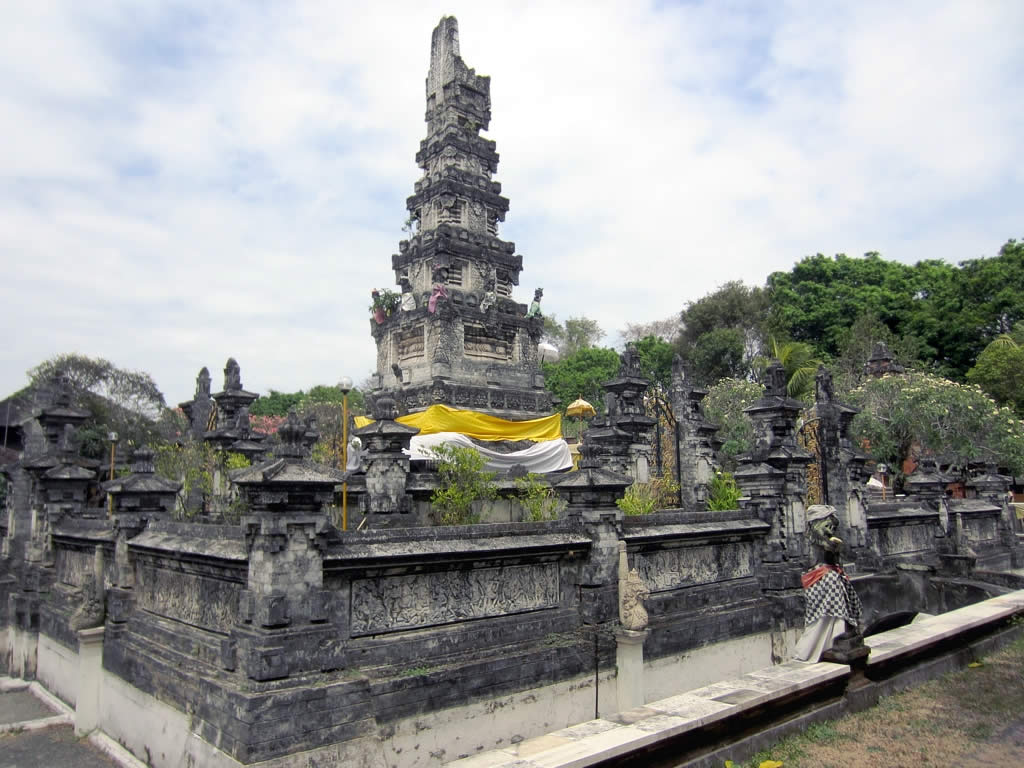
발리 덴파사르의 푸라 자가트나타 사원의 파드마사나 사당

### 서양 문화
종교학자 토머스 트위드는 2008년에 "불교 수행의 지배적인 이미지는 눈을 반쯤 감고 가부좌로 앉아 있는 고독한 명상가였다"고 썼다. 이언 플레밍의 1964년 소설인 두 번 산다에서는 액션 히어로 제임스 본드가 일본을 방문하여 "가부좌로 부지런히 앉는 연습을 했다"고 나온다. 비평가 리사 M. 드레스너는 본드가 플레밍 자신의 자세와의 씨름을 반영한다고 언급했다. BBC 기자 메건 레인은 2003년에 요가가 주류가 된 이후 가부좌(예: 나무 자세)가 "온갖 종류의 상품과 서비스"를 판매하기 위해 광고주들에 의해 사용되었다고 논평했다. 그녀는 비타민, 피트니스 클럽, 정수기, 프로바이오틱 요구르트와 같은 "건강한 생활" 용품뿐만 아니라 자동차, 항공사, 금융 서비스 "심지어 맥주"와 같은 관련 없는 품목들도 웰빙의 메시지를 전달하기 위해 요가 이미지를 사용했다고 언급했다. 폴란드의 Obory Dairy는 광고 대행사에 "Jogi" 요구르트를 고급스럽고 긍정적인 이미지로 인식시키라는 목표를 주었다. 대행사는 "Jogi와 함께 하루를 시작하세요"라는 제목 아래 새벽에 연꽃 자세로 명상하는 두 젊은 여성의 사진으로 응답했는데, 이 브랜드 이름은 폴란드어로 "요가"를 의미하기도 한다.

## 같이 보기
- 콕쿠타사나, 수탉 자세, 파드마사나로 접은 다리 사이로 손을 꿰는 균형 아사나
- 아사나 목록
- 마라비자야
- 파드마사나 (사당)
- 좌선